# Miklós Fehér
Miklós Fehér (20. juli 1979 – 25. januar 2004) var en ungarsk fodboldspiller, der spillede som angriber for flere klubber i både sit hjemland og i Portugal. Han var blandt andet tilknyttet Győri ETO, FC Porto og SL Benfica.
Fehér faldt den 25. januar 2004 om med hjertestop under en kamp for sin klub Benfica på udebane mod Vitória. Kampen blev vist direkte på portugisisk tv, og spillere, tilskuere og tv-seere kunne følge, hvordan læger forsøgte at genoplive ham. Fehér blev bragt til det nærmeste hospital, hvor han senere blev erklæret død. Han blev kun 24 år gammel.

## Landshold
Fehér nåede inden sin død at spille 25 kampe og score syv mål for det ungarske landshold, som han debuterede for i oktober 1998.